# Traicy
Traicy（トライシー）は、株式会社トライシージャパンが運営する、国内外の航空、鉄道、ホテル、ゲストハウス、旅行会社、観光情報などを専門に扱うインターネットメディアである。

## 歴史
2011年7月1日に創刊、当時は格安航空券情報をまとめたサイトとしてオープンし、箇条書きなどを多く用いたブログテイストだった。その後、扱うカテゴリーを増やし、総合的な旅行メディアにシフトした。
2013年11月には鉄道専門メディア「EX-TRAIN」とホテル専門メディア「Hotelers」（編集長：瀧澤信秋）、2014年3月にはゲストハウス専門メディア「GuesthouseToday（ゲストハウス・トゥデイ）」（編集長：向井通浩）、2014年7月には台湾版「Traicy Taiwan（旅遊新聞網「來・去旅行」）」をオープンしたものの、「EX-TRAIN」を除いて運用を停止している。
9月1日　航空ニュースサイト「Flight Liner（フライトライナー）」事業を買収により取得している。
黎明期から「Traicy懇親会」と呼ばれる読者懇親会を主催し、東京、大阪、名古屋で開催した。数十人の旅行者が参加し、JTBパブリッシングやロッテ免税店などがスポンサードした実績がある。
創刊当時から2017年5月まではメディア・エージェンシー有限責任事業組合が運営を手がけていた。